# تنظيف بثاني أكسيد الكربون

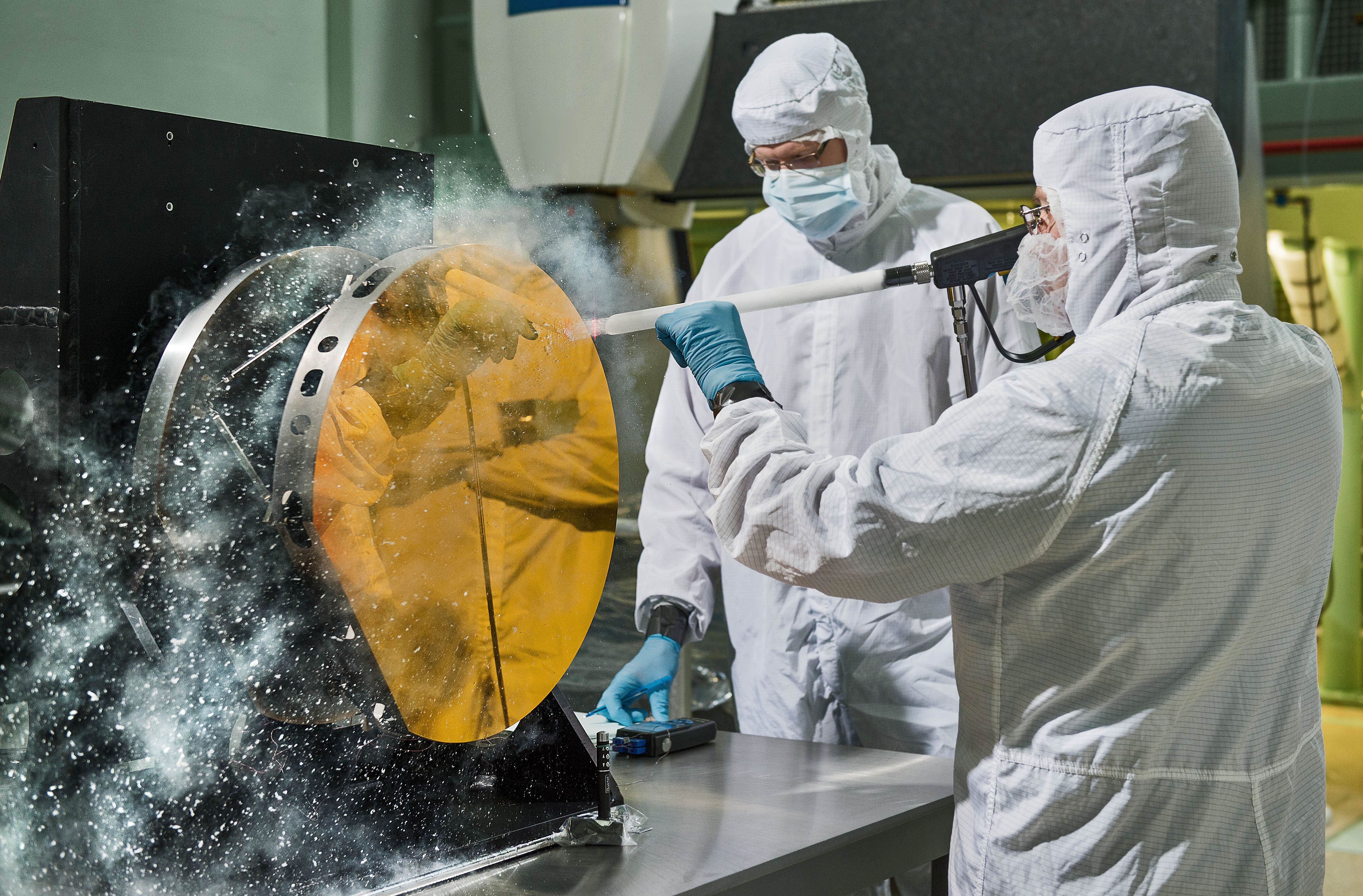
مهندسون في غرفة الأبحاث ، يستخدمون ثلج _{ثاني} أكسيد الكربون لتنظيف مرآة اختبار مطلية بالذهب لتلسكوب جيمس ويب الفضائي

يتألف تنظيف ثاني أكسيد الكربون من مجموعة طرق لتنظيف الأجزاء وتعقيمها باستخدام ثاني أكسيد الكربون في مراحلها المختلفة. نظرًا لكونها غير مدمرة، وغير كاشطة، وخالية من البقايا، غالبًا ما تُفضل للاستخدام على الأسطح الحساسة. :275وجد تنظيف ثاني أكسيد الكربون تطبيقًا في صناعة الطيران والسيارات والإلكترونيات والصناعات الطبية وغيرها. كما تم استخدام تنظيف ثلج ثاني أكسيد الكربون لإزالة الجسيمات والمخلفات العضوية من المعادن والبوليمرات والسيراميك والزجاج وغيرها من المواد، ومن الأسطح بما في ذلك محركات الأقراص الثابتة والأسطح البصرية. :270

## التطبيقات
وجد تنظيف ثاني أكسيد الكربون تطبيقات في صناعة الطيران والسيارات والإلكترونيات والصناعات الطبية وغيرها. كما تم استخدام تنظيف ثلج ثاني أكسيد الكربون لإزالة الجسيمات والمخلفات العضوية من المعادن والبوليمرات والسيراميك والزجاج والبصريات . إزالة الشوائب والدهون وبصمات الأصابع وكذلك غزالة شوائب في احجام النانومتر ، والهيدروكربونات والمواد العضوية وحتى لإزالة الشوائب المشعة.
المواد المراد تنظيفها تشمل المعادن والبوليمرات والسيراميك والزجاج.
وهي طريقة خاصة بشرط أن تكون الشوائب على سطح الشيء الذي نريد تنظيفه، ولا تكون جزءا من جسمه. لا تصلح للمواد المسامية أو الثلج وقد يصلح في تنظيف تلك المواد ثاني أكسيد الكربون المسال.

## الطُرق
يشير تنظيف ثاني أكسيد الكربون إلى عدة طرق مختلفة لتنظيف الأجزاء، والاستفادة من جميع أطوار CO2: تشمل الطرق الأساسية كريات الثلج الجاف الصلب، والـ CO2 السائل، وثلج CO2 (طريقة هجينة)، وكذلك CO2 في طوره الحرج. يمكن للأشكال المختلفة لتنظيف CO2 العديد من أنواع المكونات، من المولدات الكبيرة إلى الأجزاء الصغيرة والحساسة، بما في ذلك محركات الأقراص الثابتة والبصريات. :270

### الكريات

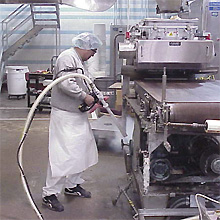
تصويب بالجليد الجاف لثاني أكسيد الكربون يستخدم لتنظيف معدات المخابز

في تنظيف الحبيبات («التصويب بالجليد الجاف»)، يتم إطلاق كريات كبيرة نسبيًا من ثاني أكسيد الكربون الصلب على السطح المراد تنظيفه. تصطدم هذه الكريات بالسطح، وتزيل الجسيمات الملوثة ميكانيكيًا. تنظيف الحبيبات مناسب فقط للأسطح القوية بدرجة كافية لتحمل التأثيرات الكبيرة. :276

### تنظيف الثلج
في تنظيف ثلج ثاني أكسيد الكربون، يتم طرد السائل المضغوط أو ثاني أكسيد الكربون الغازي من الفوهة، ويتكثف في خليط من الجسيمات الصلبة والغاز التي تصيب وتنظف السطح المراد تنظيفه. :276غالبًا ما تكون سرعات الطائرات فوق صوتية. يعمل تنظيف الثلج من خلال مزيج من نقل الزخم (إزاحة جزيئات الملوثات ميكانيكيًا) وعمل المذيبات. :273يتصاعد ثاني أكسيد الكربون ويتسامى عند التلامس بالسطح ويزداد حجمه حتى 800 مرة، وبالتالي يولد ضغطًا لاكتساح الجسيمات بعيدًا. يعمل ثاني أكسيد الكربون أيضًا على إذابة الملوثات الهيدروكربونية، كما تعمل درجات الحرارة المنخفضة على تقشير البقايا مثل بصمات الأصابع، مما يسهل إزالتها بعيدًا.
وجد تنظيف الثلج تطبيقًا في صناعات الطيران والسيارات والطبية والبصرية وأشباه الموصلات والفضاء. يمكن أن يوفر تنظيفًا لطيفًا ومناسبًا للأسطح الحساسة. :270 تم إثبات فعالية تنظيف ثلج ثاني أكسيد الكربون من خلال الفحص المجهري الضوئي، وفي عد الجسيمات، المسح المجهري الإلكتروني، الميكروبروبينغ، والتحليل الطيفي للإلكترون الضوئي بالأشعة السينية، والفحص المجهري للقوة الذرية، والتحليل الطيفي الشامل. :279
يمكن أن تتراوح تكاليف المعدات الخاصة بنظام تنظيف ثلج ثاني أكسيد الكربون من 1500 دولار أمريكي للنظام الأساسي إلى 50.000 دولار أمريكي للوحدة الآلية المتطورة. :292تكاليف المواد منخفضة نسبيًا، على الرغم من أنه يجب استخدام ثاني أكسيد الكربون شديد النقاء في كثير من الأحيان لتجنب إدخال ملوثات جديدة.

### السوائل فوق الحرجة
عند درجات حرارة وضغوط أعلى من نقطته الحرجة، يمكن الحفاظ على ثاني أكسيد الكربون كسائل فوق حرج، مما يُظهر لزوجة منخفضة للغاية وملاءة عالية. لتطبيق هذه الطريقة، يتم وضع الأجزاء المراد تنظيفها في وعاء ضغط يتم ملؤه بعد ذلك بغاز ثاني أكسيد الكربون فوق الحرج. هذه الطريقة مناسبة للأجزاء الصغيرة والحساسة مثل الإلكترونيات الدقيقة، وليست مثالية لإزالة الجسيمات. بصرف النظر عن التنظيف، تشتمل تطبيقات ثاني أكسيد الكربون فوق الحرج على استخراج السوائل الكيميائية فوق الحرجة المستهدفة ومعالجة المواد.

### غسيل بواسطة CO2السائل
يعتمد الغسيل بواسطة CO 2 السائل، مثل غسيل سائل ثاني أكسيد الكربون فوق الحرج، على قوة المذيبات العالية لثاني أكسيد الكربون ، :275ولكن عند درجات حرارة وضغوط منخفضة، فإن هذا الأخير يجعل من السهل تنفيذها. نظرًا لأن ثاني أكسيد الكربون السائل لا يتمتع بقدرة المذيبات للسائل فوق الحرج، يمكن إضافة التحريض والمواد الخافضة للتوتر السطحي لتحسين فعالية الطريقة. تم استخدام ثاني أكسيد الكربون السائل في التنظيف الجاف وإزالة الشحوم من أجزاء آلات.

## التاريخ
تم التفكير في تنظيف ثاني أكسيد الكربون في الثلاثينيات، وتم تطوير نهج «الحبيبات» في السبعينيات من قبل EE Rice و CH Franklin و CC Wong. :276
يعود الفضل في إدخال تنظيف ثلج ثاني أكسيد الكربون، مع قدرته على إزالة الجزيئات دون ميكرون، إلى ستيوارت هونيغ من جامعة أريزونا، الذي نشر لأول مرة حول هذا الموضوع في 1985-1986. :277 سافر Hoenig إلى الولايات المتحدة لإثبات التكنولوجيا، وفي النهاية جذب اهتمام مجموعة BOC ، التي طورت فوهات Venturi للعملية، وHughes Aircraft ، التي طورت فوهات مستقيمة. قام معهد فراونهوفر لهندسة التصنيع والأتمتة IPA بتطوير تقنية تنظيف الثلج بغاز ثاني أكسيد الكربون بهدف إزالة الطلاء من أجسام الطائرات.
تصميم الفوهة هو العامل الأكثر أهمية في أداء تنظيف الثلج بثاني أكسيد الكربون، حيث يؤثر على حجم وسرعة جزيئات الثلج الجاف. :277–278تم تطوير الاختلافات في تصميم الفوهة بواسطة WH Whitlock و LL Layden و Applied Surface Technologies و Sierra Systems Group. :277

## مشاكل

### الأمان
قد يؤدي تنظيف ثاني أكسيد الكربون إلى مخاطر معينة تتعلق بالسلامة. إذا تم استخدام العملية لإزالة المواد الخطرة، فيجب اتخاذ الاحتياطات لتجنب التعرض لهذه المواد في تيار التهوية. نظرًا لأن تيار ثاني أكسيد الكربون مبرد، فقد يتسبب في إصابة عند التلامس المباشر مع الجلد. بالإضافة إلى ذلك، يجب الحرص على منع تركيز ثاني أكسيد الكربون في منطقة العمل من تجاوز المستويات الآمنة. :272

### التلوث
قد تحتوي بعض الدرجات التجارية من ثاني أكسيد الكربون على آثار من الهيدروكربونات الثقيلة، والتي يمكن تركها على السطح الذي يتم تنظيفه. قد تحتاج أيضًا الجزيئات الكاشطة التي تنشأ في معدات التنظيف نفسها إلى الترشيح. يمكن أن تؤدي درجة الحرارة المنخفضة لتيار ثاني أكسيد الكربون أيضًا إلى تكثيف الرطوبة من الجزء، والذي يمكن تخفيفه باستخدام الألواح الساخنة أو المسدسات الحرارية أو المصابيح الحرارية أو الصناديق الجافة. :292–294

### الشحنة الكهربية الاستاتيكية
يمكن أن يؤدي التأين الناجم عن تدفق الغاز إلى تراكم شحنة استاتيكية ضارة على الأجزاء غير الموصلة. يمكن التخفيف من ذلك عن طريق التأريض أو مصادر التأين الإيجابية. :294